# 中恒丝隆头鱼
中恒絲隆頭魚，又稱中恒絲鰭鸚鯛，為輻鰭魚綱鱸形目隆頭魚亞目隆頭魚科的其中一種，分布於印尼蘇門答臘島海域，棲息深度10-20公尺，體長可達6公分，棲息在珊瑚礁海域，生活習性不明。

## 擴展閱讀
維基物種上的相關：中恒絲隆頭魚